# Zapora wodna Želivka–Švihov

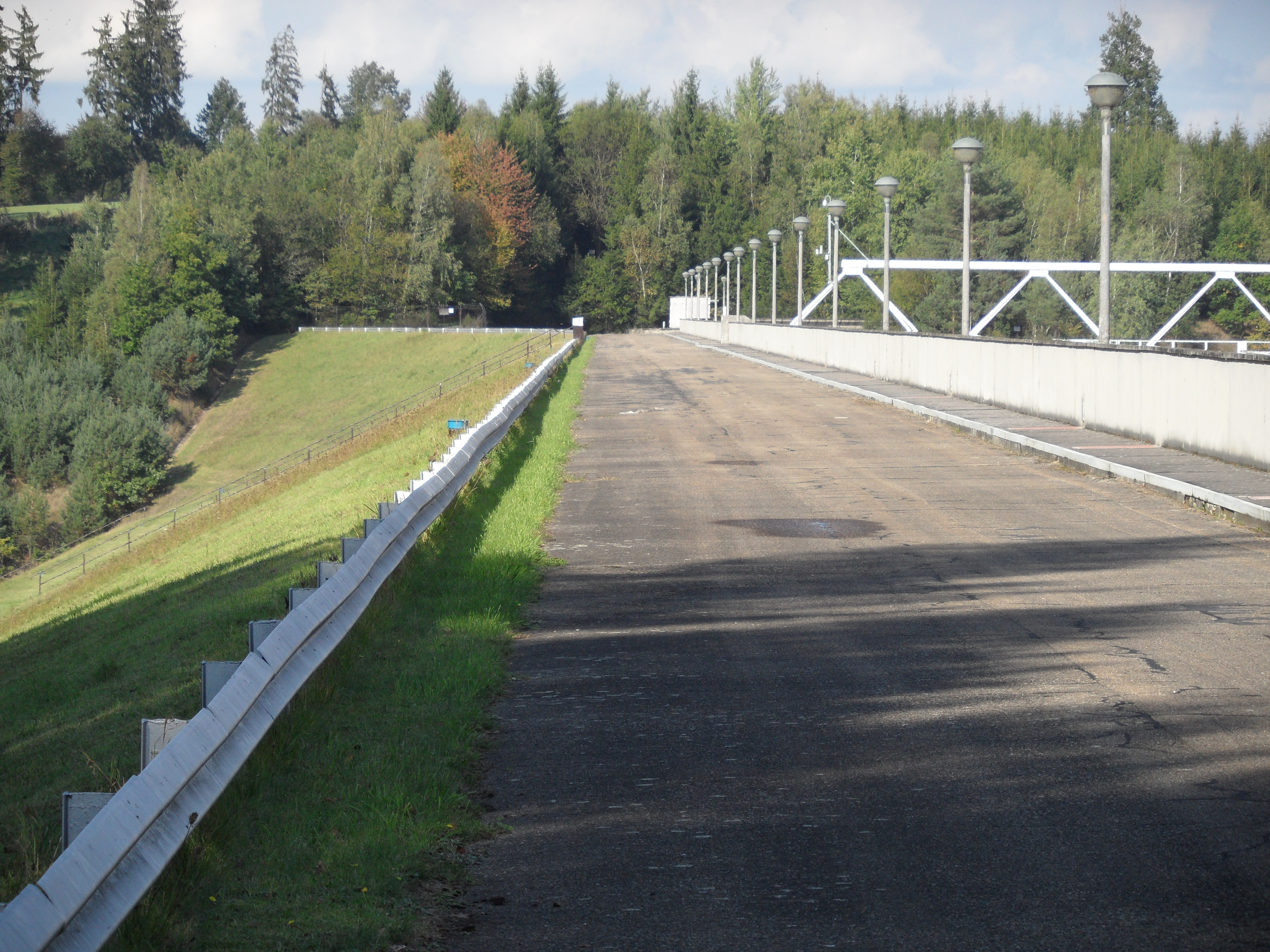
Korona zapory

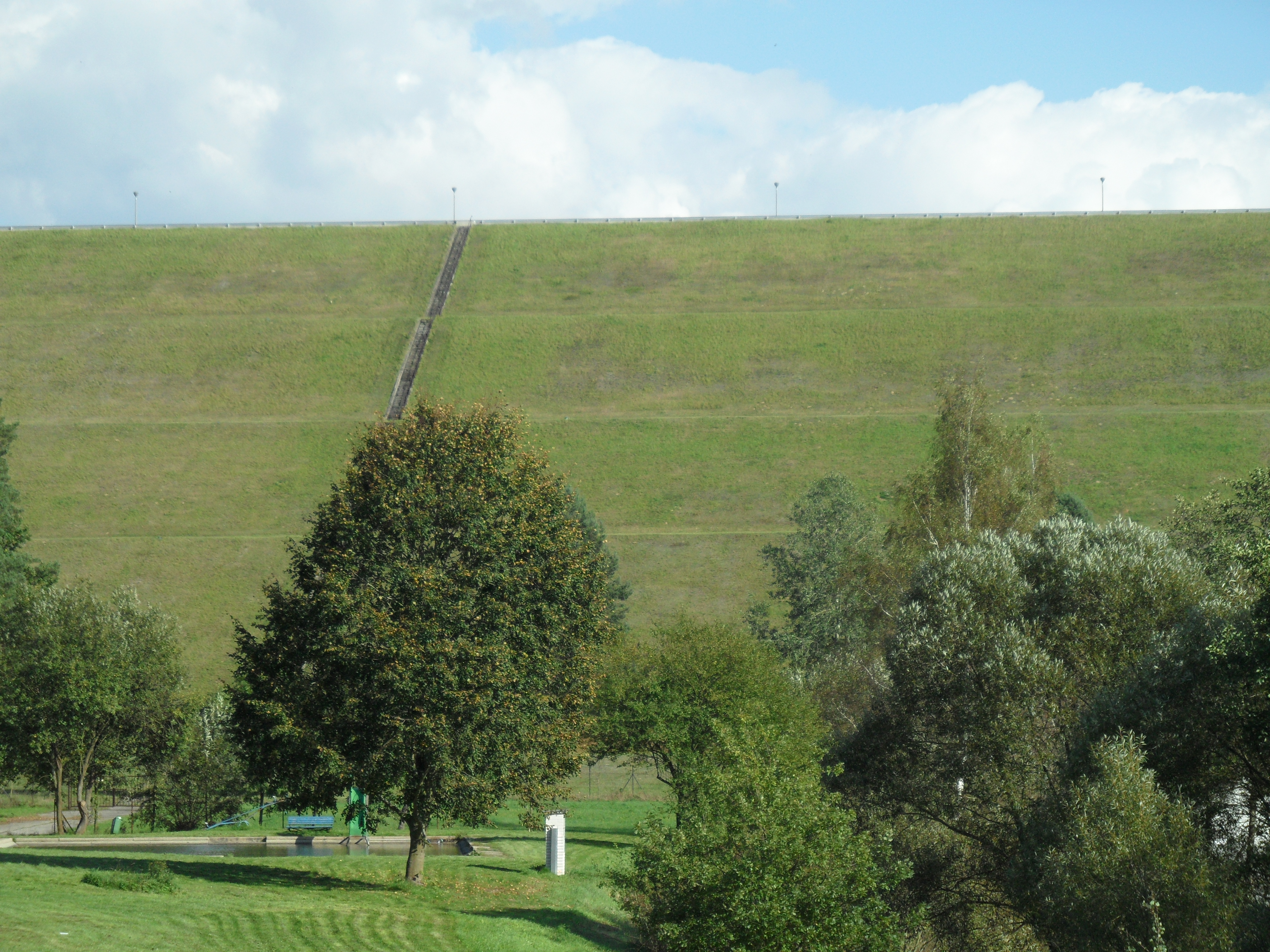
Korpus zapory od strony powietrznej

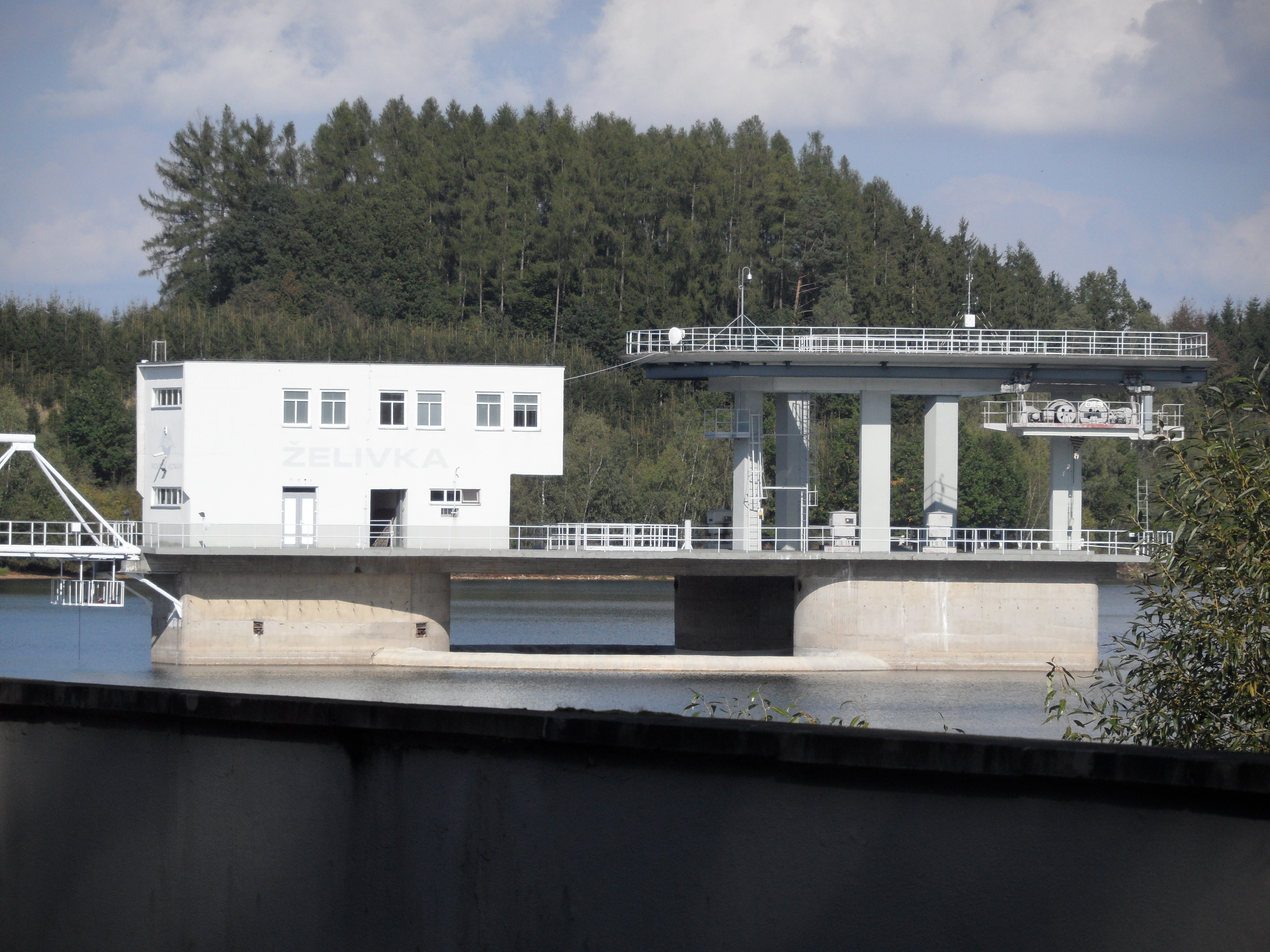
Zespół budowli odbioru wody

Zapora wodna Želivka–Švihov – zapora wodna na rzece Želivka w środkowych Czechach, powyżej której powstał zbiornik zaporowy Švihov (cz. Vodárenská nádrž Švihov). Zespół Vodní dílo Želivka-Švihov powstał w latach 1965-1975 z głównym celem zapewnienia zaopatrzenia w wodę szeroko pojętej aglomeracji praskiej oraz części Czech Południowych i Wschodnich.

## Położenie
Zapora powstała 4,3 km powyżej ujścia Želivki do Sazawy, pomiędzy dwoma wzgórzami tuż na południowy wschód od wsi Nesměřice w powiecie Kutná Hora. Znajduje się ok. 62 km na południowy wschód od Pragi. Wzniesiono ją w miejscu, w którym średni przepływ wieloletni rzeki wynosił 6,927 m³/s, a przepływ stuletni Q100 wynosi 316,0 m³/s.

## Historia
Plany zagospodarowania zlewni Želivki do celów zaopatrzenia w wodę ludności mają długą historię. Rzeka posiadała zawsze czystą wodę, ponieważ jej dorzecze nie było obciążone inwestycjami przemysłowymi, a do tego było stosunkowo słabo zaludnione. Rozważano szereg wariantów wykorzystania wód Želivki, w tym m.in. kaskadę kilku mniejszych zapór. Ostatecznie w 1964 r. przyjęto koncepcję zbudowania jednej dużej zapory maksymalnie blisko aglomeracji praskiej, tj, jak najbliżej ujścia Želivki do Sazawy. Zapora była budowana w dwóch etapach: 1965-1971 oraz 1971-1975 (w trakcie budowy wymiary zapory zwiększono do obecnych).

## Charakterystyka techniczna
Omawiany obiekt to prostoliniowa, dolinna zapora ziemna z nieprzepuszczalnym płaszczem glinianym od strony wodnej. Długość korony zapory wynosi 860 m, szerokość korpusu zapory u podstawy to 250 m, w koronie 7 m. Całkowita objętość korpusu zapory wynosi 2,342 mln m³. Korona zapory leży na wysokości 381,70 m n.p.m., a wysokość zapory nad dnem doliny sięga 58,3 m. Wzdłuż zapory pod jej korpusem biegnie korytarz inspekcyjny.
W pobliżu korpusu zapory, w toni zbiornika, znajduje się zespół budowli, składający się z wieży odbioru wody, wieży szybu komunikacyjnego oraz usytuowanego między nimi przelewu nadmiarowego, którego krawędź usytuowano na wysokości 377,00 m n.p.m. W wieży odbiorczej znajdują się dwa oddzielne ujęcia z poborami wody użytkowej ze zbiornika na pięciu poziomach. Maksymalna wydajność ujęć czerpalnych wody wynosi 7,7 m³/s.
Wodę z ujęcia na zaporze skierowano specjalnym rurociągiem o średnicy 2,5 m (częściowo kanałem wykutym w skałach) o łącznej długości 52 km aż do stacji uzdatniania w Jesenicach pod Pragą.
Od 2004 roku w maszynowni zapory pracuje także mała elektrownia wodna z 1 turbiną Francisa o mocy 450 kW (dla przełyku maks. 1,1 m³/s przy spadzie 40-46 m). Przepływ przez nią możliwy jest tylko przy większych dopływach wody do zbiornika - pierwszeństwo ma funkcja zaopatrzenia ujęć wody użytkowej.